# Перекрестовский сельский совет (Роменский район)
Перекрестовский сельский совет (укр. Перехрестівська сільська рада) — входит в состав
Роменского района
Сумской области
Украины.
Административный центр сельского совета находится в 
с. Перекрестовка
.

## Населённые пункты совета
- с. Перекрестовка
- с. Бойково
- с. Зюзюки
- с. Кашпуры
- с. Кузьменково
- с. Левондовка
- с. Маляровщина
- с. Алексеевка
- с. Савойское